# Giovanni Battista Fontana (kompozytor)
Giovanni Battista Fontana (ur. 1589 w Brescii, zm. ok. 1630 w Padwie)  – włoski kompozytor i skrzypek wczesnego baroku.
Niemal wszystkie zachowane informacji pochodzą z przedmowy pośmiertnie opublikowanych 18 sonat (czasem błędnie podawana jest liczba 12): Sonate a 1.2.3. per il violino, o cornetto, fagotto, chitarone, violoncino o simile altro istromento, Venice, 1641. Zbiór zawiera 6 sonat na skrzypce lub kornet solo z towarzyszeniem basso continuo oraz 12 sonat na różne instrumenty. Utwory te należą do najwcześniejszych utrzymanych w tej formie .